# Limusaurus
Limusaurus – rodzaj niewielkiego teropoda należącego do grupy ceratozaurów (Ceratosauria). Żył w późnej jurze na terenie dzisiejszych Chin. Jest to pierwszy odkryty w Azji Wschodniej ceratozaur oraz jedyny znany jurajski roślinożerny teropod z dziobem. Został opisany w 2009 roku przez Xu Xinga i współpracowników.

## Morfologia
Limusaurus wykazuje wiele cech typowych dla ceratozaurów – ma m.in.: stosunkowo wysoką czaszkę, niewielkie okna przedoczodołowe, kość przedszczękową z krótkim wyrostkiem szczękowym oraz długim i masywnym wyrostkiem nosowym. U teropoda tego nie występują niektóre cechy charakterystyczne dla bardziej zaawansowanych ceratozaurów, takich jak Ceratosaurus, jednak inne, takie jak stosunkowo krótsze kończyny przednie i krótsze przedramiona, zdają się być bardziej zaawansowane właśnie u Limusaurus. Wykazuje on pewne podobieństwa do noazaurów, takich jak Masiakasaurus, oraz bardziej zaawansowanych ewolucyjnie od ceratozaurów tetanurów. Wiele cech łączy także Limusaurus z elafrozaurem – większość spośród nich to plezjomorfie obecne także u celofyzoidów. Limusaurus jest także jedynym znanym ceratozaurem, u którego odkryto widełki obojczykowe. Limusaurus, ornitomimozaury oraz archozaury takie jak Shuvosaurus czy Effigia nie są blisko spokrewnione, żyły również w innych okresach, jednak wykazują one wiele podobieństw w budowie szkieletu. Wszystkie miały małe czaszki z dużymi oczodołami, bezzębne szczęki, długie szyje i wydłużone kończyny tylne. Inny bazalny ceratozaur, Elaphrosaurus, początkowo został uznany za ornitomimozaura. Niektóre cechy anatomiczne Limusaurus, takie jak mała bezzębna głowa i długa szyja, oraz w szczególności obecność gastrolitów, sugerują, że był on roślinożercą. Jest to najwcześniejszy i najbardziej bazalny znany roślinożerny teropod.
Dłoń Limusaurus nie zachowała się w całości u żadnego ze znanych osobników, jednak odkryte skamieniałości pozwoliły na niemal kompletne jej zrekonstruowanie. Tradycyjnie uznaje się, że teropody utraciły dwa wewnętrzne palce dłoni (występowałyby u nich palce I-II-III), co odróżniałoby je od innych czworonogów, u których zanikły oba zewnętrzne palce – I i V. Ten nietypowy schemat występował u bazalnych teropodów i był również przypisywany nieptasim tetanurom. Stoi to w sprzeczności z badaniami dowodzącymi występowania palców II-III-IV u jedynych współczesnych tetanurów, ptaków. Porównanie budowy dłoni teropodów wskazuje, że trzy palce bazalnych tetanurów wieloma cechami śródręcza przypominają palce II-III-IV, lecz budową paliczków – palce I-II-III. Xu i współpracownicy sugerują, że występowanie u ptaków palców II-III-IV wskazuje na ich obecność u wszystkich tetanurów. U Limusaurus występował pierwszy palec, był jednak silnie zredukowany; w ocenie Xu i współpracowników prawdopodobnie dłoń ceratozaurów reprezentowała stadium pośrednie pomiędzy dłońmi pierwotnych teropodów a dłońmi tetanurów. Późniejsze badania Vargasa, Wagnera i Gauthiera (2009), Stieglera i współpracowników (2014) oraz Dal Sasso, Maganuco i Cau (2018) sugerują jednak, że redukcja pierwszego palca dłoni nastąpiła tylko w linii ewolucyjnej prowadzącej bezpośrednio do Limusaurus i że prawdopodobnie dłonie tego teropoda nie były zbliżone budową do dłoni ostatniego wspólnego przodka ceratozaurów i tetanurów.
Znane skamieniałości przedstawicieli gatunku L. inextricabilis należą do osobników w różnym wieku. Wang i współpracownicy (2017) odkryli, że w toku ontogenezy następował u tego dinozaura zanik zębów. Najmłodsze znane osobniki miały po jednym zębie w kościach przedszczękowych, po osiem w szczękach i co najmniej po dwanaście w kościach zębowych; z wiekiem liczba zębów ulegała zmniejszeniu, a osobniki dorosłe miały już bezzębne szczęki. Autorzy ponadto wskazują, że razem ze szkieletami najmłodszych znanych osobników L. inextricabilis nie znaleziono gastrolitów; znajdowane są one ze szkieletami osobników starszych, przy czym z wiekiem zwierzęcia zwiększała się zarówno ilość, jak i rozmiary gastrolitów. W ocenie autorów prawdopodobnie z wiekiem osobników L. inextricabilis zmieniała się dieta zwierzęcia, przy czym najprawdopodobniej osobniki młode były w większym stopniu niż dorosłe wszystkożercami.

## Klasyfikacja
Przeprowadzona przez autorów opisu Limusaurus analiza filogenetyczna uwzględniająca 413 cech morfologicznych 65 taksonów wykazała, że był on bazalnym ceratozaurem, stanowiącym takson siostrzany dla elafrozaura. Innymi blisko spokrewnionymi z Limusaurus dinozaurami są Spinostropheus i Deltadromeus. Te cztery teropody są grupą zewnętrzną dla kladu Ceratosaurus + Abelisauroidea, jednak ich pozycja jest niepewna. Według analizy Limusaurus i Elaphrosaurus są taksonami siostrzanymi, jednak łączy je tylko jedna synapomorfia – żebra szyjne złączone z odpowiadającymi im kręgami. Cecha ta występuje również u bardziej zaawansowanych ceratozaurów. Autorzy stwierdzają, że siostrzane relacje pomiędzy elafrozaurem a Limusaurus mogą zostać zachwiane. Dalsze porównania osteologiczne pomiędzy tymi dwoma teropodami oraz Spinostropheus i Deltadromeus są potrzebne w celu dokładniejszego ustalenia pokrewieństwa pomiędzy bazalnymi ceratozaurami. Późniejsza analiza przeprowadzona przez Diego Pola i Olivera Rauhuta (2012) potwierdza, że Limusaurus był taksonem siostrzanym dla elafrozaura, z którym to rodzajem oraz ze Spinostropheus tworzył klad siostrzany do kladu obejmującego abelizauroidy i ceratozaura. Natomiast z analiz przeprowadzonych przez Andreę Cau, Fabio Dalla Vecchię i Matteo Fabbriego (2012, 2013) oraz Wanga i współpracowników (2017), a także z badań Stieglera i współpracowników (2014) wynika, że Limusaurus był abelizauroidem z rodziny noazaurów.

## Historia odkryć
Limusaurus został opisany w 2009 roku w oparciu o niemal kompletny szkielet (IVPP V 15923) niezawierający jedynie tylnych kręgów ogonowych. Wszystkie kości czaszki holotypu z wyjątkiem ciemieniowych są niezłączone, podobnie jak elementy kości miednicznej. Łopatka i kość krucza łączą się z sobą, lecz szew kostny pomiędzy nimi jest widoczny. Również kości skokowa i piętowa są połączone ze sobą, lecz nie z piszczelą.
W 2009 roku opisano również skamieniałości dwóch innych osobników (IVPP V 15924 i IVPP V16134) Limusaurus inextricabilis. Holotyp mierzył w chwili śmierci około 170 cm długości, podobnie jak IVPP V16134, który zmarł będąc prawdopodobnie na tym samym etapie rozwoju co IVPP V 15923. IVPP V 15924 był od nich o około 15% większy, na co wskazuje długość kości piszczelowo-stępowej. Badania histologiczne kości strzałkowej wykazały, że osobnik ten zginął w szóstym roku życia. W 2010 roku opisano szczątki piętnastu osobników z trzech różnych brekcji kostnych, które również zginęły pogrzebane w popiele wulkanicznym. Limusaurus był najpospolitszym rodzajem na tych terenach, śmierć wielu osobników w jednym miejscu sugeruje, że prowadził stadny tryb życia. Oprócz nich odnaleziono również skamieniałości guanlongów, które mogły polować na Limusaurus.
Nazwa Limusaurus pochodzi od łacińskiego słowa limus, oznaczającego „muł”, oraz saurus – zlatynizowanego greckiego słowa sauros („jaszczur”). Epitet gatunkowy inextricabilis wywodzi się z języka łacińskiego i znaczy „niemogący uciec” – odnosi się to do śmierci odkrytych osobników, które prawdopodobnie ugrzęzły w błocie, z którego nie potrafiły się wydostać.